# Martha My Dear
Vous lisez un « bon article » labellisé en 2022.
Pistes de The Beatles
Happiness Is a Warm Gun I'm So Tired
Martha My Dear est une chanson des Beatles écrite et composée par Paul McCartney, et signée Lennon/McCartney. Enregistrée aux studios Trident de Londres les 4 et 5 octobre 1968, elle est publiée sur l'album The Beatles le 22 novembre 1968 au Royaume-Uni et trois jours plus tard aux États-Unis sous le label Apple. Martha My Dear est écrite dans un contexte difficile pour le groupe, au sein duquel de nombreuses tensions sont apparues depuis la fin de son séjour en Inde.
L'enregistrement de la trentaine de chansons de l'Album blanc se passe mal, au point que l'ingénieur du son Geoff Emerick démissionne de son poste et que les disputes entre les musiciens sont de plus en plus récurrentes. Ce climat renforce les individualités de chacun, ce qui pousse Paul McCartney à écrire et composer certaines chansons sans l'aide de son partenaire John Lennon. C'est le cas de Martha My Dear : McCartney se présente sans les trois autres Beatles aux studios Trident et assure l'enregistrement du chant et de tous les instruments traditionnels du groupe, aidé par George Martin et un orchestre de quatorze musiciens.
Le titre de la chanson s'inspire de la chienne bobtail de McCartney, prénommée Martha, mais les paroles font également référence à son expérience personnelle amoureuse et à une liaison extra-conjugale d'un membre de sa famille. Aucun des  trois autres Beatles n'apporte sa contribution à la chanson, qui se révèle être un défi technique pour McCartney, en raison de la partition complexe au piano qui comprend des sonorités inspirées du music-hall. Comme de nombreuses chansons du groupe, Martha My Dear fait l'objet de reprises par plusieurs musiciens.

## Genèse

### Contexte
En 1967, les Beatles consacrent exclusivement leur temps de travail au studio d'enregistrement. Le groupe cesse en effet les tournées en août 1966 après un ultime concert au Candlestick Park à San Francisco, à la suite d'une lassitude générale. John Lennon déclare à propos de leur dernière représentation : « Ce n'était qu'une sorte d'exhibition de monstres : les Beatles étaient le spectacle et la musique n'avait rien à voir avec tout ça ». Libéré de toute contrainte des tournées, le groupe met à profit le temps disponible pour produire l'album expérimental Sgt. Pepper's Lonely Hearts Club Band, considéré comme un immense succès critique et commercial,. Deux mois plus tard, le manager des Beatles Brian Epstein est retrouvé mort à son domicile à la suite d'une overdose, ce qui anéantit le moral des musiciens,. « On aimait Brian. C'était un homme généreux. On lui doit tant » déclare Ringo Starr. Malgré ce contexte éprouvant, les Beatles enregistrent Magical Mystery Tour et tournent le film associé. Si l'album est une réussite commerciale malgré un démarrage difficile, le film fait face à de nombreuses critiques négatives,.
En janvier 1968, les Beatles ressentent le besoin de se détacher des contraintes liées à leur célébrité. « Quand 1968 est arrivé, je crois qu'on était spirituellement épuisés » remarque Paul McCartney. George Harrison s'intéresse à la culture et musique indiennes ainsi qu'à la méditation transcendantale, et propose ainsi à ses camarades d'effectuer un séjour en Inde afin de suivre les cours de Maharishi Mahesh Yogi sur ce concept. Dès lors, le groupe vit au rythme de la communauté de la centaine de personnes qui participe au voyage, en pratiquant la méditation et jouant de la musique. À leur retour, les Beatles écrivent une trentaine de chansons acoustiques qu'ils souhaitent publier sur un nouvel album. Le concept du disque est à l'opposé de ce que le groupe a proposé avec Sgt. Pepper's Lonely Hearts Club Band. Les Beatles souhaitent en effet proposer un son plus rock, moins sophistiqué, et une pochette d'album sobre.

### Écriture et composition

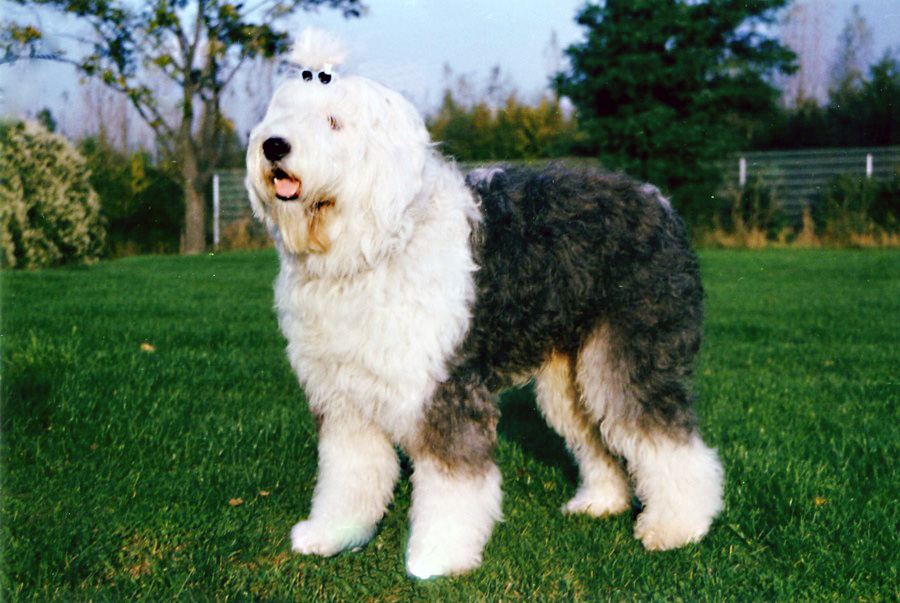
Paul McCartney adopte un chien de race bobtail, qu'il prénomme Martha, et qui lui inspire le titre de la chanson.

Bien que les Beatles aient été musicalement productifs durant leur séjour en Inde, Martha My Dear ne fait pas partie de la liste des chansons écrites durant cette période. En effet, aucun clavier ni piano n'est présent durant le voyage ; Paul McCartney n'a pas la possibilité de composer la chanson sur place. La chanson est écrite trois jours avant que Paul McCartney n'investisse les studios Trident de Londres pour son enregistrement. Paul McCartney écrit et compose seul le titre alors qu'il est au piano. « Quand j'ai appris tout seul à jouer du piano, j'aimais voir jusqu'où je pouvais aller, et ce morceau est né comme un petit exercice de piano ou une leçon. C'est assez difficile pour moi, c'est un truc où les deux mains sont indépendantes » déclare le musicien.
À la suite de cet exercice technique, les premiers mots qui viennent au chanteur sont « Martha My Dear ». George Harrison fait part de son incompréhension à McCartney face à l'invention de ce personnage. « Je crois qu'en profondeur ils ont une signification pour moi, mais en surface, ce ne sont que des fantasmes : […] « ma chère Martha » » remarque Paul McCartney. Le chanteur s'inspire de sa chienne de race bobtail prénommée Martha, âgée de deux ans,. McCartney se remémore le caractère « vraiment adorable » de l'animal, qui plaît particulièrement à John Lennon, qui lui donne l'idée de ce personnage. « Les gens pourraient croire qu'il s'agit d'une chanson qui s'adresse à une fille s'appelant Martha, mais en fait c'était le nom de ma chienne, et notre relation était platonique, croyez-moi » finit-il par conclure. En plus du piano, McCartney souhaite la présence d'instruments à cordes et à vents pour embellir la chanson ; il confie ainsi à George Martin une démo que le producteur retravaille hâtivement,.

### Enregistrement

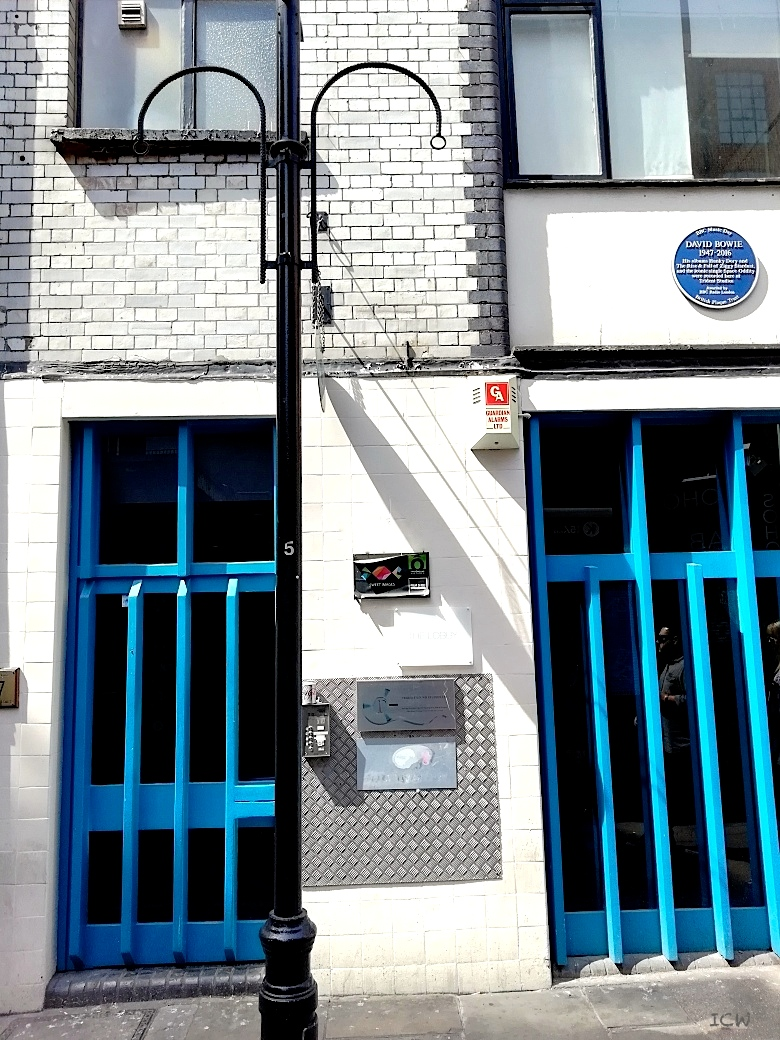
Paul McCartney est le seul membre des Beatles présent lors de l'enregistrement de la chanson aux studios Trident de Londres.

Le 30 mai 1968, les Beatles investissent les studios EMI de Londres pour débuter l'enregistrement de leur important travail de composition en Inde. La présence de Yoko Ono, qui accompagne John Lennon, fait naître de vives tensions entre elle et les musiciens. Geoff Emerick, l'ingénieur du son, travaille  dans un climat de « tension si lourde qu'on aurait pu la toucher ». Exaspéré par l'ambiance délétère de certaines séances, Emerick claque la porte des studios en annonçant au producteur George Martin : « J'ai décidé que je ne pouvais pas en supporter plus. Je laisse tomber ». La plupart des sessions d'enregistrement sont en effet de plus en marquées par l'individualisme des quatre musiciens, qui apportent de moins en moins leur contribution sur les chansons de leurs camarades. Ainsi, Lennon déteste ouvertement travailler sur Ob-La-Di, Ob-La-Da, une composition du bassiste, tandis que Paul McCartney n'apprécie pas d'enregistrer Revolution 9, que le groupe répète inlassablement,. Ringo Starr quitte provisoirement les Beatles fin août, lassé par les nombreuses tensions, et le groupe, réduit à trois membres, délaisse les studios EMI pour les studios Trident. Après son retour le 5 septembre, la formation alterne les séances de travail entre les deux studios.
L'enregistrement de Martha My Dear se fait dans cet d'esprit d'individualité, puisque aucun des trois autres musiciens n'apporte sa contribution à la chanson de Paul McCartney. Ce dernier se présente sans ses camarades au sein des studios Trident le 4 octobre. Barry Sheffield est l'ingénieur du son, George Martin officie en tant que producteur et chef d'orchestre. En effet, quatorze musiciens professionnels sont présents pour travailler sur la chanson selon le souhait de McCartney, et sont supervisés par Martin. L'enregistrement de Martha My Dear débute à 21 h 0 et se poursuit toute la nuit jusqu'à 4 h 30. Une seule prise est réalisée, puis retravaillée à l'aide de la technique du re-recording. Paul McCartney assure seul la partie de chant, de piano, de batterie et ajoute des claps de mains. Le lendemain, une partie de guitare et de basse sont ajoutées, également jouées par McCartney, et le mixage audio est effectué dans la même journée.

## Caractéristiques artistiques

### Musique et paroles
Martha My Dear est issue de la collaboration musicale entre Paul McCartney, qui joue tous les instruments traditionnels du groupe, et George Martin, qui dirige l'orchestre. La formation classique du producteur a déjà permis aux deux hommes de travailler sur deux chansons à succès de McCartney, Yesterday et Eleanor Rigby, qui comportent des parties de violon, d'alto et de violoncelle,. Les quatorze musiciens présents sur Martha My Dear sont quatre violonistes, deux altistes, deux violoncellistes, trois trompettistes, un tromboniste, un joueur de cor d'harmonie et de tuba. La chanson comporte une introduction, deux couplets avec chant, un couplet instrumental et deux ponts. La structure rythmique comprend des mesures en 
, 
 et 
 et un tempo autour de 90 bpm.

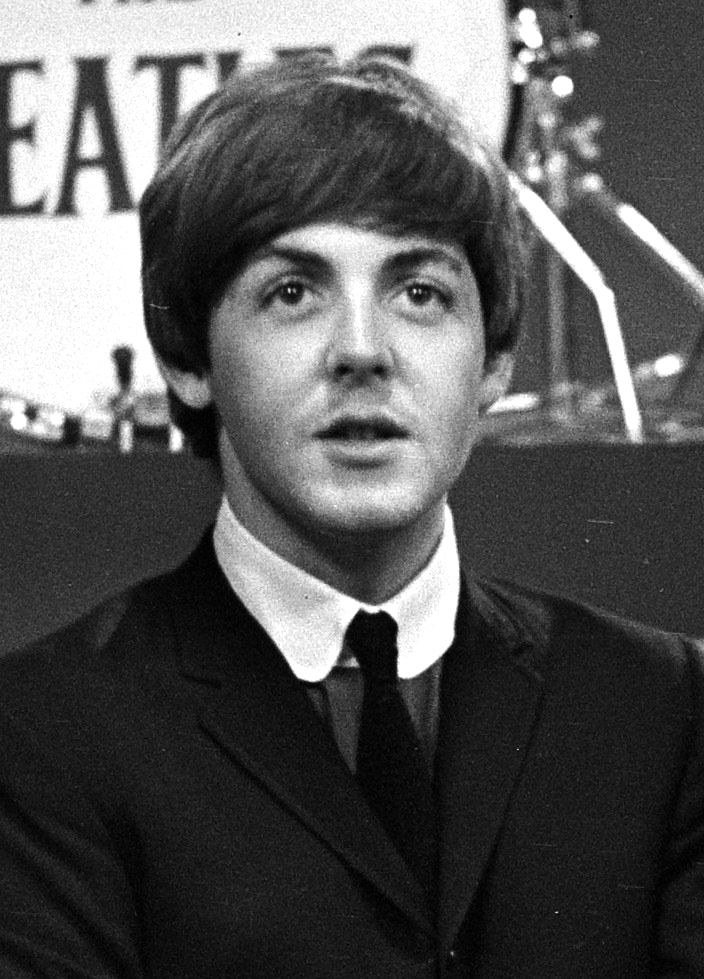
Paul McCartney joue tous les instruments traditionnels du groupe sur Martha My Dear.

Selon le musicologue Alan Pollack, Martha My Dear comporte des accords aux influences jazz et blues. Elle débute par une introduction au piano sur un accord de mi bémol majeur, suivi du premier couplet où Paul McCartney entame le chant. La partition de piano est relativement complexe, avec de nombreux accords aux influences music-hall. Les arrangements orchestrés par George Martin sont tantôt discrets, pour mettre en valeur la partition de piano pour les cordes, tantôt appuyés sur chaque pulsation pour les cuivres lors des ponts. La batterie, la guitare électrique et la basse font leur apparition à la fin du premier pont. Le pont instrumental comprend une partition de trompette, rythmée par les clappements de mains qui prennent le dessus sur la batterie. La ligne de basse est davantage mise en valeur jusqu'à la fin du dernier couplet, tandis que la chanson se termine par une partie de cordes.
Plusieurs niveaux de lecture sont possibles quant à l'interprétation des paroles. Bien que Paul McCartney ait été inspiré par sa chienne Martha pour le titre, celui-ci affirme que les vers ne lui sont pas destinés. L'auteur emploie en effet les termes « Martha my love » (« Martha mon amour ») et « silly girl » (« fille stupide ») à plusieurs reprises. Selon Steve Turner, la chanson serait « une supplique à la fille qui a toujours été la muse du chanteur » et pourrait être destinée à Jane Asher. Le couple est pourtant déjà séparé depuis plus de trois mois lorsque la chanson est écrite et Paul McCartney fréquente déjà Linda Eastman. Paul McCartney admet par ailleurs que la chanson s'inspire en partie d'une liaison extraconjugale d'un membre de sa famille. Cette personne, dont l'identité n'est pas connue, s'est en effet confiée au chanteur avant l'écriture du morceau. « Je suis le seul à savoir que la chanson parle de quelqu'un qui a eu une liaison, ce qui donne aux mots « when you find yourself in a thick of it » (« quand tu te retrouves pris là-dedans ») une touche supplémentaire d'émotion », finit-il par conclure.

### Fiche technique
Musiciens
- Paul McCartney : chant, piano, basse, guitare, batterie, clappement de mains, arrangement des cuivres et des cordes
- George Martin : arrangement des cuivres et des cordes
- Bernard Miller : violon
- Dennis McConnell : violon
- Lou Sofier : violon
- Les Maddox : violon
- Leo Birnbaum : alto
- Henry Myerscough : alto
- Reginald Kilbey : violoncelle
- Frederick Alexander : violoncelle
- Leon Calvert : trompette, bugle
- Stanley Reynolds : trompette
- Ronnie Hughes : trompette
- Tony Tunstall : cor d'harmonie
- Ted Barker : trombone
- Alf Reece : tuba

Personnel technique
- George Martin : producteur
- Barry Sheffield : ingénieur du son

## Parution et réception

### Publication
Martha My Dear est publiée sur l'album The Beatles le 22 novembre 1968 au Royaume-Uni et trois jours plus tard aux États-Unis sous le label Apple. La chanson figure sur la face B du disque no 1. Paul McCartney est satisfait du travail réalisé sur sa chanson et donne une interview au New Musical Express une semaine après la sortie de l'album, dans laquelle il parle du titre. « Il parle vraiment de ma chienne, Martha, car l'idée m'est venue quand j'écrivais le morceau. Ce ne sont que des mots qui vont avec musique et on y lit ce qu'on veut », déclare t-il.
Il ajoute, en plaisantant, qu'il « chante à son chien » lors d'une interview sur Radio Luxembourg. Ses déclarations entretiennent l’ambiguïté sur la signification des paroles auprès du public, qui pense qu'elles sont réellement destinées à sa chienne Martha. McCartney avoue près de trente ans plus tard que seul le titre rend hommage à sa chienne et non les paroles.

### Accueil critique
L'accueil réservé à l'album The Beatles est mitigé, les critiques d'époque le comparant avec le succès de Sgt. Pepper's Lonely Hearts Club Band. Alan Walsh, du Melody Maker, écrit notamment le 14 décembre 1968 : « Je doute que cet album soit tenu en aussi haute opinion dans le monde que Sgt. Pepper ». Plus récemment, Rolling Stone souligne l'individualité du travail des musiciens sur l'album dans un esprit « tous pour un, un pour tous pour les Fab Four, qui chacun de leur côté, prennent du recul chacun dans leur coin ». Le magazine écrit notamment que Martha My Dear est « un morceau effervescent de McCartney en solitaire » et ajoute que le titre « ressemble à une chanson d'amour pour une duchesse ».
Rock & Folk considère que The Beatles est « le plus enjoué des albums du groupe » et compare Martha My Dear à « une jolie chanson de fête foraine ». Le site Something Else Review met également en avant le côté burlesque de la chanson et ses influences music-hall, soulignant que McCartney a une affection particulière pour le vaudeville, et que son père, Jim McCartney, a joué ce type de musique au sein de son groupe. Enfin, à l'occasion des cinquante ans de la sortie de l'Album blanc, le magazine The Independent classe Martha My Dear vingtième sur la liste des meilleures chansons de l'album, la qualifiant « d'irrésistiblement charmante ».

### Postérité et reprises

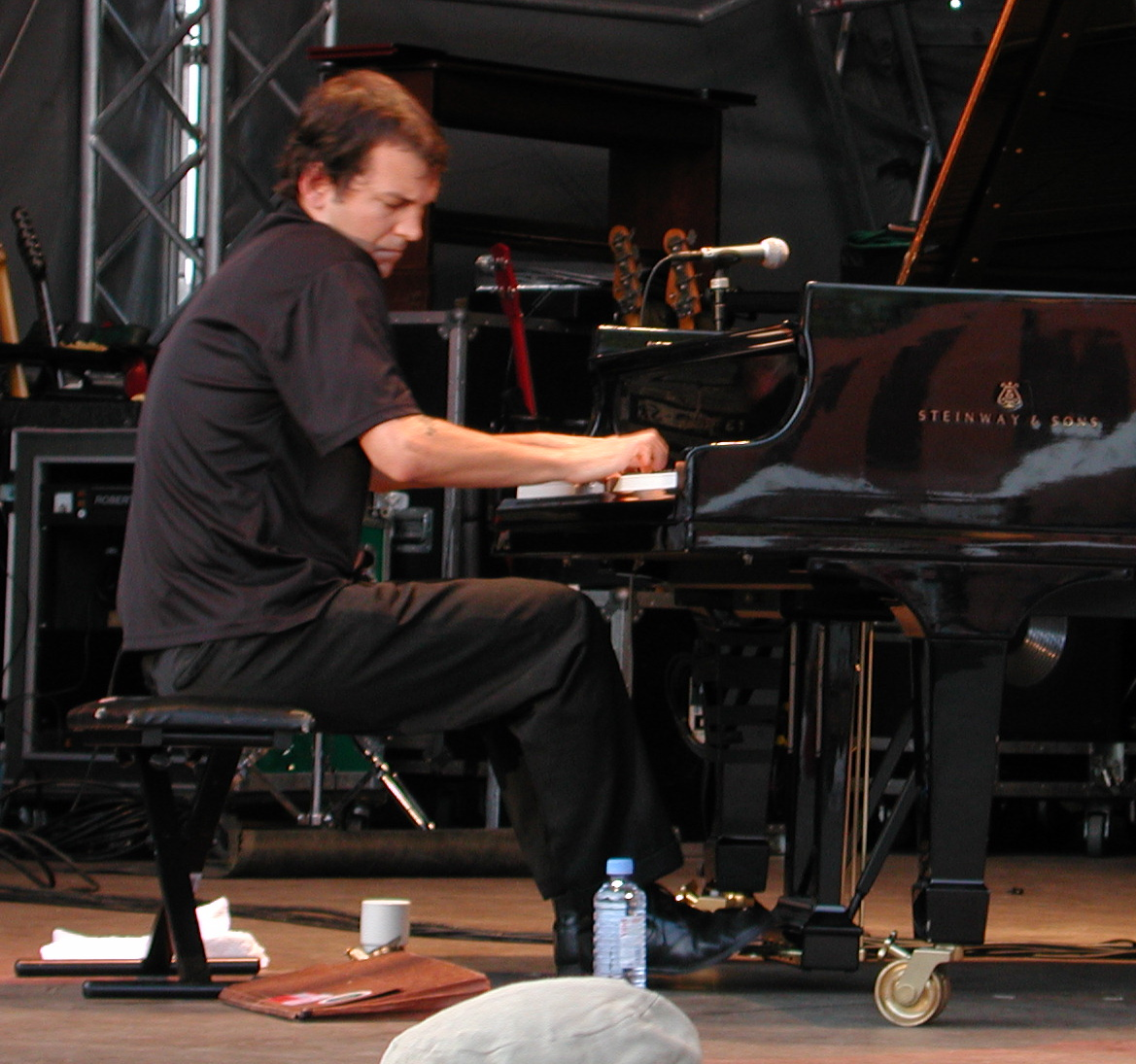
Le pianiste Brad Mehldau interprète une version instrumentale virtuose de Martha My Dear.

À l'occasion de la réédition de tous les albums des Beatles en format CD, Martha My Dear est republiée en 1987. La chanson figure également sur l'édition spéciale publiée à l'occasion du cinquantième anniversaire de la sortie du double album en 2018. Celui-ci occupe la deuxième place des classements britanniques et la cinquième au Billboard 200,.
Comme la plupart des chansons des Beatles, Martha My Dear bénéficie de plusieurs reprises. Dès 1969, le groupe Slade publie l'album Beginnings dans lequel figure une version de la chanson, jugée négativement par la critique musicale.
En 1997, Fools Garden enregistre également une reprise du titre dans un registre rock sur l'album Go and Ask Peggy for the Principal Thing. Enfin, le pianiste de jazz Brad Mehldau publie une version instrumentale de Martha My Dear sur l'album Day Is Done, paru en 2005. La chanson contient une partition de piano plus complexe que celle de Paul McCartney, et est considérée comme « une glorieuse reprise » par la critique.

### Autres références
1. ↑  « La chanson Martha My Dear de The Beatles (1968) », sur Chien.com (consulté le 26 septembre 2024)
2. ↑  Andy Greene, « Help! - Morceau par morceau », Rolling Stone, no 43,‎ mai 2020, p. 49 (ISSN 1764-1071).
3. ↑  Alan Light, « Revolver - Morceau par morceau », Rolling Stone, no 43,‎ mai 2020, p. 63 (ISSN 1764-1071).
4. ↑  (en) « Martha My Dear Bass Tab », sur songsterr.com (consulté le 30 juin 2022).
5. 1 2 3  (en) Alan W. Pollack, « Notes on "Martha My Dear" », sur icce.rug.nl, 1997 (consulté le 10 juin 2022).
6. 1 2  (en) « The Beatles, “Martha My Dear” from The White Album (1968): Deep Beatles », sur somethingelsereviews.com, 22 février 2017 (consulté le 22 juin 2022).
7. ↑  Alan Smith, « The Beatles - Archives 1968 », Rock & Folk, no 14,‎ 2020, p. 110 (ISSN 0750-7852).
8. 1 2  Andrew Mueller, « The Beatles - Les albums - The Beatles  », Rock & Folk, no 14,‎ 2020, p. 113 (ISSN 0750-7852).
9. ↑  Andrew Mueller, « The Beatles - Les albums - The Beatles  », Rock & Folk, no 14,‎ 2020, p. 112 (ISSN 0750-7852).
10. ↑  Will Hermes, « L'Album blanc », Rolling Stone, no 43,‎ mai 2020, p. 86 (ISSN 1764-1071).
11. ↑  Will Hermes, « L'Album blanc, partie I », Rolling Stone, no 43,‎ mai 2020, p. 90 (ISSN 1764-1071).
12. ↑  (en) Jacob Stolworthy, « The Beatles’ White Album tracks, ranked – from Blackbird to While My Guitar Gently Weeps », sur independent.co.uk, 22 novembre 2018 (consulté le 22 juin 2022).
13. ↑  (en) Graham Calkin, « The Beatles (a.k.a. The White Album) », sur Graham Calkin's Beatles Pages (consulté le 30 juin 2022).
14. ↑  (en) « Official Vinyl Albums Chart Top 40  », sur officialcharts.com, 16 au 22 novembre 2018 (consulté le 30 juin 2022).
15. ↑  (en) Keith Caulfield, « The Beatles' White Album Returns to Top 10 on Billboard 200 Chart », Billboard,‎ 18 novembre 2018 (lire en ligne, consulté le 30 juin 2022).
16. ↑  « Martha My Dear : The Beatles : paroles, traduction, histoire… », sur yellow-sub.net (consulté le 23 juin 2022).
17. ↑  (en) Dave Thompson, « Beginnings Review by Dave Thompson », sur allmusic.com (consulté le 23 juin 2022).
18. ↑  (en) « Go and Ask Peggy for the Principal Thing » (consulté le 23 juin 2022).
19. ↑  (en) Thom Jurek, « Day Is Done Review by Thom Jurek », sur allmusic.com (consulté le 23 juin 2022).